# Lenntjärnen, Hälsingland
Lenntjärnen är en sjö i Ljusdals kommun i Hälsingland och ingår i Ljusnans huvudavrinningsområde.